# Geoffroy d'Aigremont
Pour les articles homonymes, voir Aigremont.
Geoffroy d'Aigremont, né vers 1075 et mort vers 1097, est probablement le fils de Foulques de Serqueux, premier seigneur connu d'Aigremont, et de Saruc de Grancey, veuve de Tescelin, seigneur de Fontaine-lès-Dijon et grand-père de Bernard de Clairvaux.

## Biographie
En 1095, il se joint à la première croisade, probablement avec Roger de Choiseul, et participe au siège de Nicée en 1097 où il trouve la mort des suites de blessures reçues au combat,.

## Mariage et enfants
Geoffroy d'Aigremont n'a pas d'union ou de postérité connue.

## Sources
- Marie Henry d'Arbois de Jubainville, Histoire des Ducs et Comtes de Champagne, 1865.
- Théodore Pistollet de Saint-Ferjeux, Recherches historiques et statistiques sur les principales communes de l'arrondissement de Langres, 1836.
- Émile Jolibois, La Haute-Marne ancienne et moderne, 1858.
- L'abbé Roussel, Le diocèse de Langres : histoire et statistique, 1875.
- Henri de Faget de Casteljau, Recherches sur la Maison de Choiseul, 1970.